# Fényes Alice
Fényes Alice (Nagyvárad, 1918. május 11. – London, 2007. március 25.) magyar színésznő. (Színészként keresztnevének Aliz változatát használta, így vált ismertté.) Unokatestvére Fényes Szabolcs zeneszerző volt.

## Élete
Fényes Antal díszlettervező lánya. 1934-től 1941-ig Kolozsvárott játszott. 1941-től 1944-ig a Vígszínház tagja volt. 1946-ban vendégszerepelt Erdélyben. 1946–47-ben a Rómeó és Júlia női címszereplője az akkor még pályakezdő Kállai Ferenc színművésszel az oldalán, a premier 1946. november 8-án volt. Hamarosan azonban visszavonult a pályától: 1947 novemberében Párizsba utaztak férjével, onnan pedig elköltöztek Angliába, ahol 1948-tól 2007-ben bekövetkezett haláláig élt. Először 1973-ban látogattak haza Magyarországra fiukkal. Budapesten élő kollégái közül jó kapcsolatot ápolt az idő alatt is – egyebek közt – Zolnay Zsuzsával, Básti Lajossal, Bulla Elmával.

## Filmjei
- Európa nem válaszol (1941)
- Szép csillag (1942) - Dea
- A hegyek lánya (1942) - Jella
- A láp virága (1942) - Jessy
- Ragaszkodom a szerelemhez (1943) - Mimi, Bajor Kálmán lánya
- Magyar Kívánsághangverseny (1943)
- Ördöglovas (1944) - Metternich Leontine hercegnő
- Vihar után (1944) - Judit, Tamás Péter karmester felesége